# Joan d'Enguera
Joan d'Ènguera (València, segle XV - Valladolid, 15 de febrer de 1513) fou un religiós dominic espanyol i inquisidor general.
Pertanyent a l'Orde dels Predicadors o de Sant Domènec, exercí el càrrec de confessor de Ferran el Catòlic. Fou precisament el rei Ferran qui, després de la renúncia el 1507 de Diego de Deza al títol d'inquisidor general, demanà butlla al Papa Juli II per nomenar dos inquisidors, un per al regne de Castella i un altre per al d'Aragó. Per al primer càrrec fou designat Gonzalo Jiménez de Cisneros i per al segon Joan d'Enguera, qui mantingué el càrrec fins a la seva mort el 1513.
Compaginà el càrrec d'inquisidor general amb el de bisbe de Vic entre 1506 i 1511, actuant en les diòcesis de tota la Corona d'Aragó. Posteriorment, amb la butlla dat. V. idus. decembris, fou Bisbe de Lleida des del 17 de febrer de 1511 i, finalment, Bisbe de Tortosa des d'octubre de 1512 fins a la seva mort.
Si bé les seves actuacions no foren tan cèlebres com les de Cisneros, d'Enguera s'encarregà d'organitzar diversos capítols per definir les normes de la inquisició, com per exemple els de Montsó el 1512, en els quals establí que el nombre màxim d'inquisidors era de 10 a Saragossa i uns altres 10 a la resta de ciutats.
També fou un dels signants del Tractat de Blois.